# Frattura di Pouteau-Colles

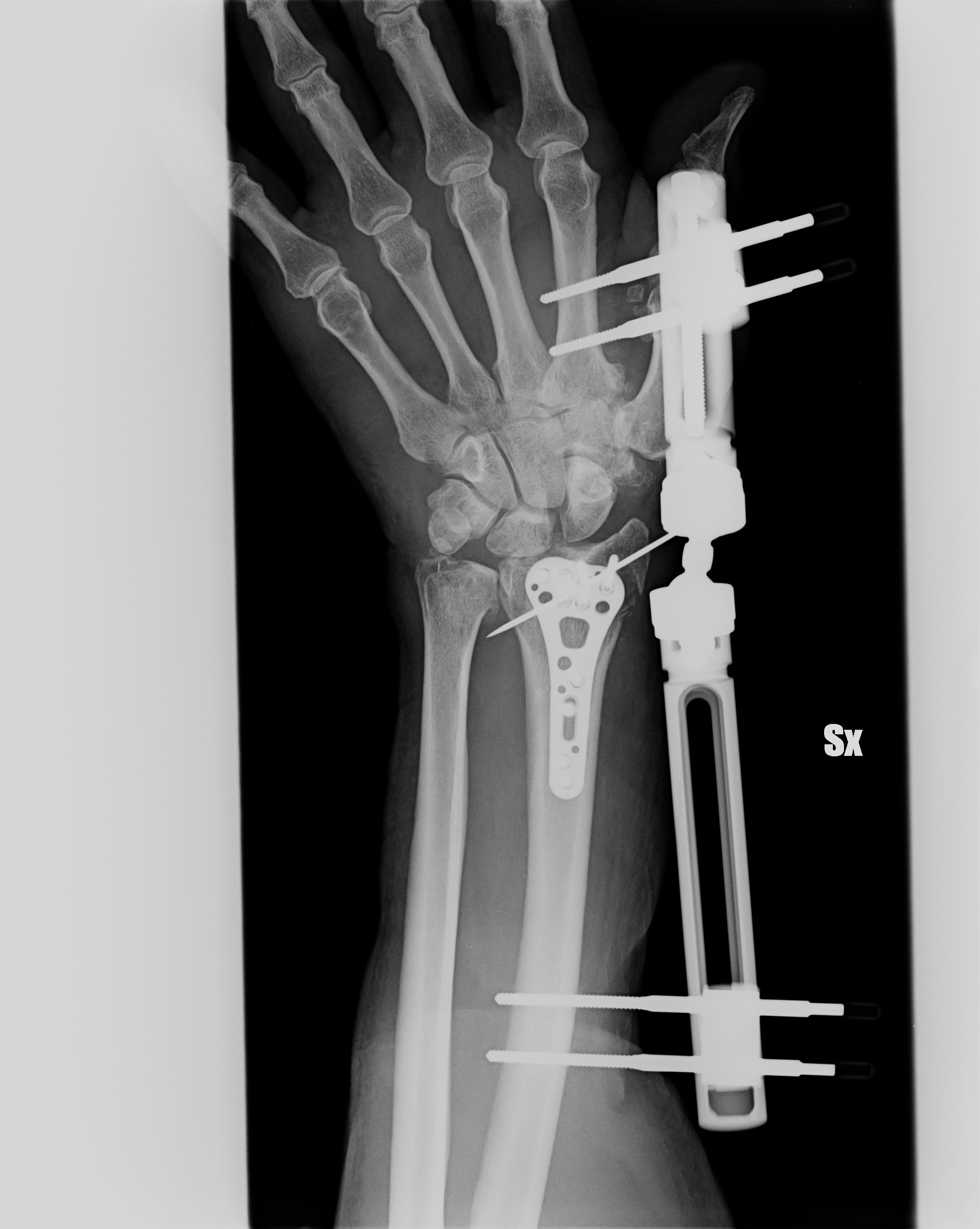

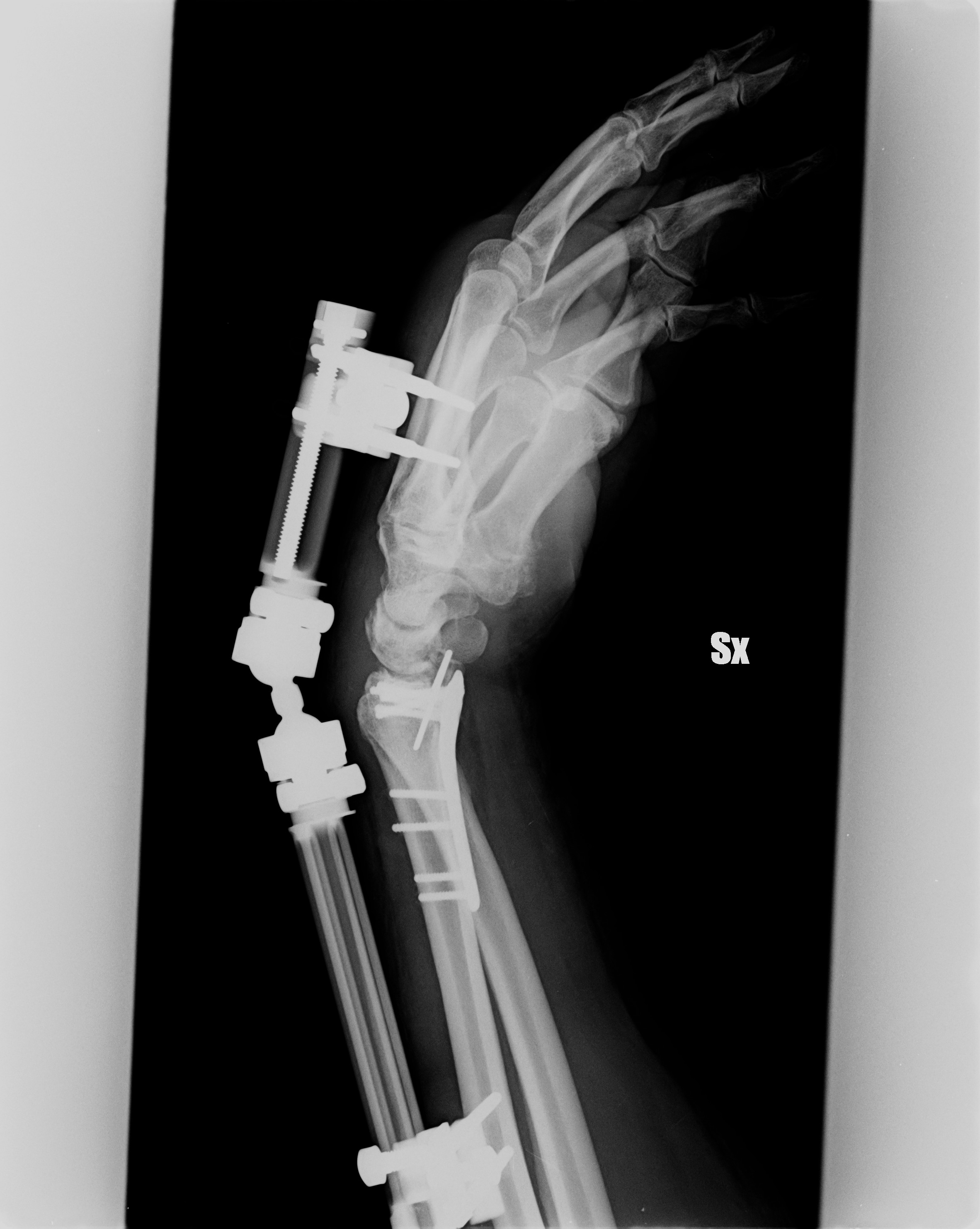
Altra proiezione

Per frattura di Pouteau-Colles, si intende una frattura delle metafisi radiali distali che interessa principalmente il sesso femminile nell'età anziana. 
Il suo nome deriva dal chirurgo irlandese Abraham Colles (1773-1843).
Si verifica con una notevole frequenza, per questa ragione pone le fratture di polso al primo posto tra tutte le lesioni traumatiche scheletriche e al terzo posto per incidenza fra le fratture dell'anziano (dopo la frattura vertebrale e la frattura del collo del femore).

## Meccanismo patogenetico
La frattura avviene a causa di un trauma indiretto in seguito alla  caduta sul palmo della mano mentre il polso si trova in estensione.
La frattura interessa l'epifisi distale del radio con rima a decorso trasversale con questi spostamenti: 
- "incuneamento" dell'apice del frammento prossimale nella spongiosa di quello distale,
- dislocazione del frammento distale verso il margine esterno del radio,
- dislocazione del frammento distale e angolazione in senso dorsale.

## Sintomi
La sintomatologia si basa soprattutto sulle deformità dovute agli spostamenti subiti dal carpo e dalla mano:
- deformità "a baionetta" del profilo frontale della mano rispetto all'avambraccio: deviazione radiale del carpo e della mano rispetto all'avambraccio.
- deformità "a dorso di forchetta" del profilo laterale del polso: la mano non si trova più sul prolungamento dell'asse dell'avambraccio, ma si dispone dorsalmente ad esso.

## Segni generici di frattura
I segni generici della frattura sono:
- dolore spontaneo accentuato alla pressione sull'epifisi distale del radio
- tumefazione del polso
- ecchimosi diffusa al polso e alla mano
- impotenza funzionale

## Complicazioni
- interessamento del nervo mediano del carpo
- distrofia simpatica riflessa (o Sindrome di Sudeck)
- deficit funzionale per riduzione della flessione della mano, dovuto a un consolidamento della frattura senza che sia stata ripristinata la normale angolazione della superficie articolare del radio
- pseudoartrosi della stiloide ulnare

## Trattamento
I trattamenti delle fratture di Colles consistono:
- riduzione della frattura che mira al ripristino dei normali angoli di inclinazione della superficie articolare distale del radio
- immobilizzazione in gesso per ca. 30-35gg., nei primi 20 con gomito flesso e mano flessa ed ulnarizzata